# Leo Adler (Maler)
Leo Adler (* 19. Januar 1897 in Wels, Österreich-Ungarn; † 21. Februar 1987 in Ried im Traunkreis) war ein österreichischer Maler und Grafiker.

## Leben
Leo Adler, Sohn des Lederfabrikanten Leopold Adler, Absolvent der Staatsgewerbeschule in Asch in Böhmen, leistete während des Ersten Weltkrieges Kriegsdienst an der russischen und italienischen Front. Zu dieser Zeit entstanden seine ersten Zeichnungen sowie das Großgemälde "Erstürmung des Monte Gabriele" für das damalige Linzer Hessenmuseum. Adler war jedoch kein Kriegsmaler im k.u.k. Kriegspressequartier.
In der Folge studierte Leo Adler von 1919 bis 1924 bei Professor Ferdinand Andri an der Akademie der bildenden Künste in Wien, anschließend lebte er als freischaffender Künstler in Wien, bis er 1928 nach Linz übersiedelte. In den frühen 1930er Jahren führten ihn Studienreisen nach Italien und Istrien. Im Zweiten Weltkrieg war Adler als Kriegsmaler in Frankreich, Spanien sowie Serbien im Einsatz.
Von 1945 bis 1951 lebte Adler in Micheldorf, ehe er nach Linz zurückkehrte. Adler war Mitglied in der Innviertler Künstlergilde, wirkte bis 1938 als Ausschussmitglied des Oberösterreichischen Kunstvereins sowie von 1938 bis 1945 als Fachberater der Reichskulturkammer.
Leo Adler wurde mit bedeutenden Preisen bedacht, unter anderem erhielt er 1929 den Staatspreis für das Landschaftsgemälde „Spätwinter“, 1932 den Ehrenpreis der Stadt Wien, 1934 und 1936 die Staatspreise des Bundesministeriums für Unterricht und Kunst. 1973 erfolgte seine Ernennung zum Professor h. c.
Das Gesamtwerk Adlers, der sich mit Landschaften, Architektur sowie der künstlerischen Darstellung von Arbeit und Technik auseinandersetzte, beinhaltet unter anderem ein Ölgemälde vom Bau der Steyregger Brücke, drei groß dimensionierte Planbilder für die VÖEST, Ölbilder und Grafiken für die Stickstoffwerke Linz, fünf große Ölgemälde vom Bau des Kraftwerks Ybbs-Persenbeug und graphische Studien vom Bau der oberösterreichischen Ennskraftwerke.
Werke von Leo Adler befinden sich unter anderem im Besitz der Albertina Wien, des Oberösterreichischen Landesmuseums Linz, des Städtischen Museums Wels und des Wiener Heeresgeschichtlichen Museums.

## Werke (Auszug)
- Die Feuertaufe der Linzer Hessen (K.u.k. Oberösterreichisches Infanterie-Regiment "Ernst Ludwig Großherzog von Hessen und bei Rhein" Nr. 14), 1914/15, Öl auf Leinwand, Heeresgeschichtliches Museum Wien